# Markus A. Höllerer
Der Österreicher Markus A. Höllerer ist Professor für Management und Leiter des Institute for Public Management and Governance der Wirtschaftsuniversität Wien. Zusätzlich lehrt Höllerer an der University of New South Wales (UNSW).

## Leben
2010 promovierte Höllerer nach einem Studium der Betriebswirtschaftslehre und der Philosophie in Wirtschaftswissenschaften (Dr. rer. soc. oec.). 2013 habilitierte er an gleicher Stelle. Gastprofessuren führten ihn an die Stanford University, Harvard University, die University of Alberta, sowie die Copenhagen Business School. Seit 2011 lehrt Höllerer an der UNSW, seit 2014 an der WU Wien.

## Arbeiten und Interessen
Höllerer forscht zu verschiedenen Themen der neoinstitutionalistischen Organisationstheorie und des Public Management und Governance, zu neuen Modellen und Konzepten der Organisation und Steuerung im privaten, öffentlichen, und zivilgesellschaftlichen Sektor sowie zu Problemen intersektoraler/kollaborativer Governance.
Neben seinem Lehr- und Forschungsauftrag leistet Höllerer seinen Beitrag zur Wissenschaft auch als Redaktionsmitglied verschiedener wissenschaftlicher Zeitschriften, darunter das Academy of Management Journal, die Academy of Management Review, Organization Science, Organization Studies, und die Public Administration Review. Seit 20XX ist er in der Nachfolge von Silviya Svejenova Vorsitzender des Boards der European Group for Organizational Studies.

## Bibliographie

### Bücher
- Markus A. Höllerer, (2012) Between creed, rhetoric facade, and disregard: Dissemination and theorization of corporate social responsibility in Austria; Peter Lang, Frankfurt am Main et al.
- J. Seiwald, Renate E. Meyer, G. Hammerschmid, I. Egger-Peitler und Markus A. Höllerer (2013) Neue Wege des Haushaltsmanagements: Internationale Erfahrungen, Herausforderungen und Trends, edition sigma, Berlin
- Gili S. Drori, Markus A. Höllerer, und Peter Walgenbach (Eds.) (2014): Global themes and local variations in organization and management: Perspectives on glocalization. New York: Routledge.
- Markus A. Höllerer und Thibault Daudigeos (2017) Multimodality, Meaning, and Institutions; Emerald Publishing.

### Kapitel
- Markus A. Höllerer, Renate E. Meyer, M. Lounsbury (2017) Politicization of corporations at the expense of de-politicization of society; in New themes in institutional analysis: Topics and issues from European research
- B. N. Luo; Lex Donaldson und K. Yu, (2016) Fit of structure to multiple contingencies: Equifinality versus the contingency imperative; in Advancing Organizational Theory in a Complex World, Seite 41–59

### Artikel
- Renate E. Meyer und Markus A. Höllerer (2010): Meaning structures in a contested issue field: A topographic map of shareholder value in Austria. Academy of Management Journal 53/6, 1241–1262.
- Markus A. Höllerer (2013): From taken-for-granted to explicit commitment: The rise of CSR in a corporatist country. Journal of Management Studies 50/4, 573–606.
- Renate E. Meyer, Markus A. Höllerer, Dennis Jancsary, und Theo van Leeuwen (2013): The visual dimension in organizing, organization, and organization research: Core ideas, current developments, and promising avenues. Academy of Management Annals 7, 487–553
- Markus A. Höllerer, Dennis Jancsary, Renate E. Meyer, und Oliver Vettori (2013): Imageries of corporate social responsibility: Visual recontextualization and field-level meaning. Research in the Sociology of Organizations 39/B, 139–174.
- Renate E. Meyer, Isabell Egger-Peitler, Markus A. Höllerer, und Gerhard Hammerschmid (2014): Of bureaucrats and passionate public managers: Institutional logics, executive identities, and public service motivation. Public Administration 92/4, 861–885.
- Renate E. Meyer und Markus A. Höllerer (2014): Does institutional theory need redirecting? Journal of Management Studies 51/7, 1221–1233.